# 立陶宛復國法案

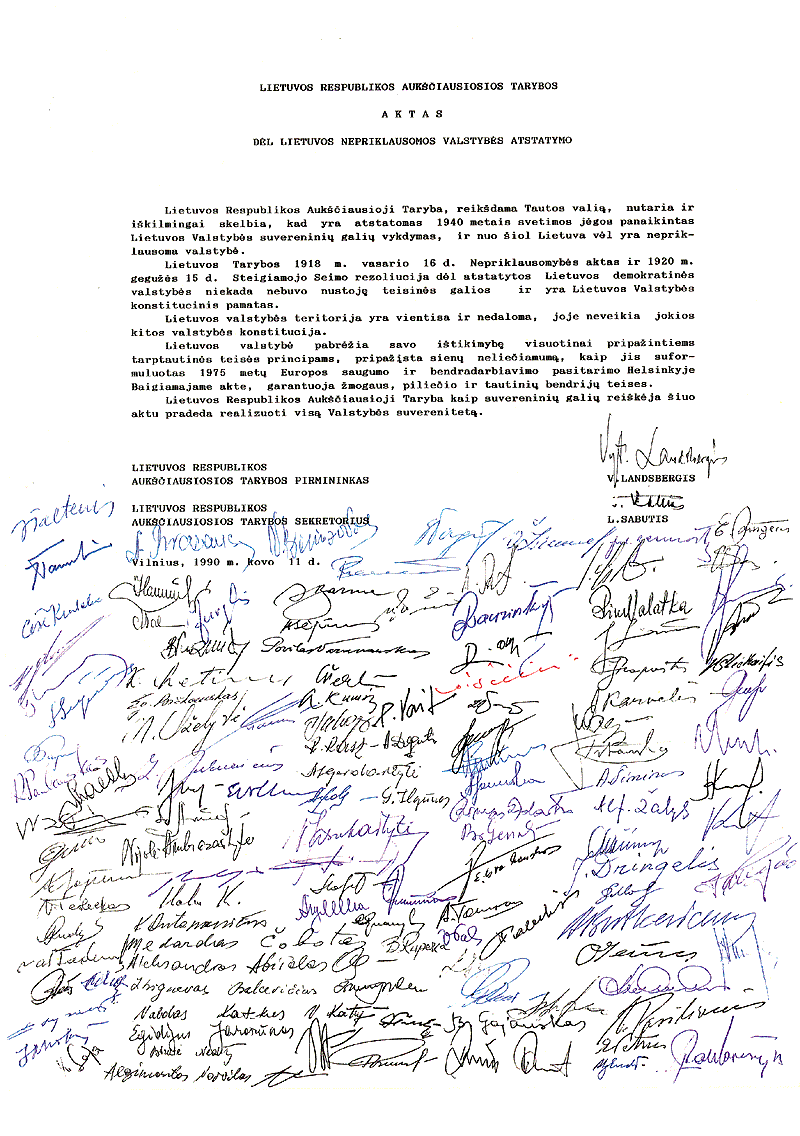
代表簽名之立陶宛復國法案

立陶宛復國法案是以萨尤季斯為首的立陶宛共和国最高委员会全體成員於1990年3月11日簽署的立陶宛獨立宣言。立陶宛於1940年6月被蘇聯佔領後成爲蘇聯的一部分。這份文件宣告了立陶宛成爲第一個獨立的苏联加盟共和國，並進一步推動苏联解体。

## 背景

### 被蘇聯吞併
瓜分波蘭後，立陶宛成为俄罗斯帝国的一部分。1917年俄国革命發生後，立陶宛议会於1918年2月16日簽署立陶宛獨立法案。1939年8月，苏联和納粹德國签署《苏德互不侵犯条约》，波罗的海国家被劃分爲蘇聯的勢力範圍，隨後於1940年6月被蘇聯占领並成爲苏联加盟共和国。
當時，總統安塔纳斯·斯梅托纳離開了立陶宛。他並没有辭職，而總理安塔纳斯·梅尔基斯隨後宣佈自己根據憲法成爲總統。在蘇聯的要求下，他任命左派記者尤斯塔斯·帕列茨基斯爲總理。梅爾基斯隨後在蘇聯的壓力下請辭，帕列茨基斯也成为代理總統。帕列茨基斯政府成爲蘇聯的傀儡政權。
隨後政府舉辦了一場由共產黨提供候選人名單的議會選舉。議會於7月21日向蘇聯提交了加入蘇聯的申請。蘇聯方面於8月3日批准了申請。蘇聯認爲這一申請充分展現了立陶宛人民欲加入蘇聯的熱切期盼。

### 獨立運動

东方集团地图

東方集團地圖

在米哈伊尔·戈尔巴乔夫执政下，他试图重振蘇聯經濟，并推出了改革重组和开放政策。
1987年8月23日（苏德互不侵犯条约48周年），立陶宛自由联盟组织了第一次公開抗議集會，並且沒有與會者遭到逮捕。
受到該次集會鼓舞，35名知識分子在1988年组成萨尤季斯，最初的目标是支持、討論與實施戈巴契夫的改革，並以追求立陶宛政治改革為宗旨。
自從波羅的海之路——人們手牽手組成一個長度超過675公里的人链，穿過波罗的海国家（爱沙尼亚、拉脫維亞和立陶宛）以希望世界能夠關心三國共同的歷史遭遇——在1939年8月23日苏联和納粹德國秘密簽訂的《苏德互不侵犯条约》中被蘇聯占領——薩尤季斯的目標便轉變爲希望立陶宛從蘇聯獨立。

## 民主選舉
1990年2月的议会选举是立陶宛自1926年以来的首次民主选举。选民以压倒性的票數支持薩尤季斯的候选人。選舉結果讓立陶宛有了戰後第一個由非共產黨組成的政府。1990年3月11日，立陶宛蘇維埃社會主義共和國最高蘇維埃代表們选举维陶塔斯·兰茨贝吉斯爲主席，并決議恢復立陶宛戰前的國名——立陶宛共和國。立陶宛蘇維埃社會主義共和國最高蘇維埃随后更名爲立陶宛共和国最高委员会，並正式宣布立陶宛重新独立。該法案于晚上10點44分获通過。其間無人投票反對。

## 法案
立陶宛共和國最高委員會
關於立陶宛國家重建的法案

立陶宛共和國最高委員會，代表國民的意願，頒布命令並鄭重宣告1940年由外來勢力廢除的立陶宛國家主權，已經重新建立，並因此立陶宛再次成為獨立國家。
立陶宛國民大會的1918年2月16日獨立法案及制憲大會的1920年5月15日重建民主立陶宛國家的命令從未失去法律效應並包含立陶宛國家的憲政基礎。
立陶宛的地域是完整而不可分離的，並且沒有其他國家的憲法在其上具有效應。
立陶宛強調對國際法的公認準則的遵循，承認1975年赫爾辛基歐洲安全與合作會議上的最終法案所制定的邊界不可侵犯的準則，並保證個人、公民及少數族群權益。

立陶宛共和國最高委員會，代表主權，通過該法案開始實現國家的完全自主。
最高委员会認定立陶宛1918年的獨立宣言仍然有效，並認爲在國際法理上，由於時任總統安塔納斯·斯梅托納並沒有辭職，因此總理的繼任是無效的。事實上，委員會認爲蘇聯爲了接管立陶宛所做的任何行爲都是無效的。

## 結果

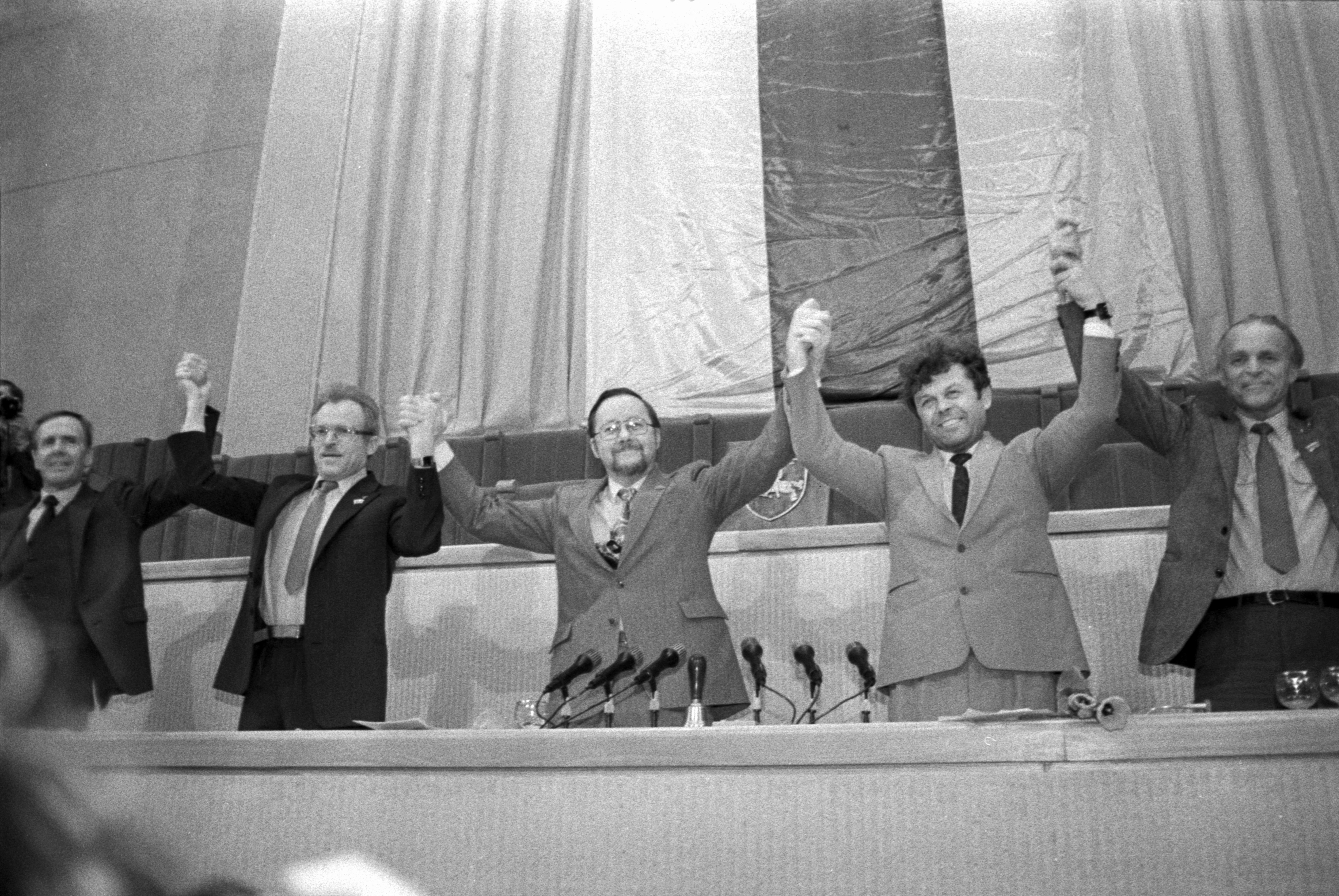
1990年3月11日在颁布立陶宛復國法案後的立陶宛蘇維埃社會主義共和國最高蘇維埃委員

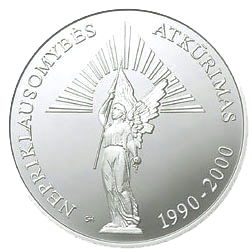
立陶宛獨立十週年紀念幣

立陶宛復國法案对其他苏联加盟共和国造成了一定程度的影響。但獨立的問題並沒有立刻解決，其他國家是否承認該份文件也是未知數。
米哈伊尔·戈尔巴乔夫要求撤销该法案并开始对立陶宛实施制裁。1991年1月13日，苏联军队袭击了立陶宛國家廣播電視台。手无寸铁的立陶宛平民与苏联士兵对峙。共14人死亡，700人受伤，該衝突被稱爲「立陶宛一月事件」。1月31日，蘇軍在立陶宛與白俄羅斯的邊境攻擊立陶宛邊檢人員，造成7人死亡（蘇聯特別用途機動單位襲擊立陶宛邊境檢察站事件）。
1990年5月31日，摩尔达维亚苏维埃社会主义共和国最高苏维埃宣佈承认立陶宛独立。摩尔达维亚议会是世界上第一个承认立陶宛独立的議會，但當時摩尔达维亚苏维埃社会主义共和国仍是苏联的一部分。

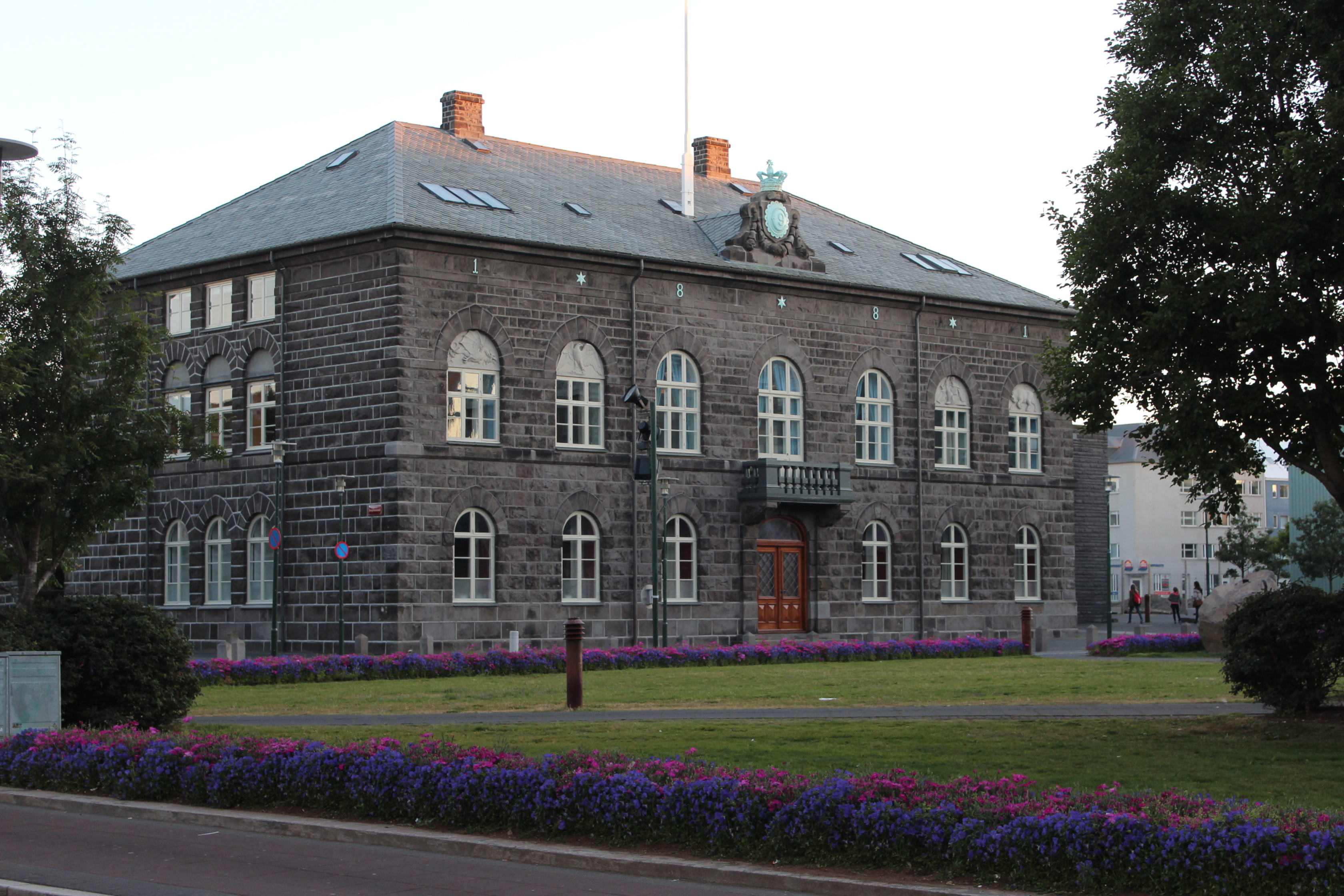
冰岛议会承认立陶宛于1991年2月宣布独立，从而成为苏联以外第一個承認立陶宛地位的国家

1991年2月11日，冰岛议会投票确认冰岛1922年承认立陶宛独立仍然有效，兩國应尽快建立全面外交关系。 緊接着丹麦、斯洛文尼亚社会主义共和国和克罗地亚和拉脫維亞也承認立陶宛獨立。
八一九事件後，美國於9月2日承認其獨立。乔治·赫伯特·沃克·布什表示，如果苏联对立陶宛使用武力，美国将作出回應。
最終，蘇聯於1991年9月6日承認立陶宛獨立，随后中华人民共和国、印度、白俄罗斯、土库曼苏维埃社会主义共和国、乌兹别克苏维埃社会主义共和国等多個國家也相繼承認立陶宛獨立。
1991年9月17日，立陶宛與爱沙尼亚和拉脱维亚共同成爲聯合國的會員國。2004年，波羅的海三小國也共同成为欧洲联盟和北大西洋公约组织成员國。